# Try Again (Keane)
Try Again è un singolo del gruppo musicale britannico Keane, pubblicato il 26 gennaio 2007 come sesto estratto dal secondo album in studio Under the Iron Sea.

## Descrizione
Pubblicato per il solo mercato tedesco, Try Again è stata composta dal pianista Tim Rice-Oxley agli inizi del 2005; una prima versione del brano apparve nel DVD Strangers e si trattava di una versione più corta di quella definitiva, eseguita con un pianoforte elettrico e con un tamburello. La versione definitiva apparsa sull'album presenta un finale più esteso mentre le parti di pianoforte elettrico sono state utilizzate per il brano Put It Behind You, anch'esso presente in Under the Iron Sea.

## Tracce
Testi e musiche di Tim Rice-Oxley, Tom Chaplin e Richard Hughes, eccetto dove indicato.
Download digitale
1. Try Again – 4:27
2. Crystal Ball (Sprint Music Series) – 3:55

CD singolo – parte 1 (Germania), download digitale
1. Try Again – 4:28
2. Nothing in My Way (Live) – 4:04
3. Is It Any Wonder? (Live) – 3:20
4. Bedshaped (Live) – 4:23 (Tim Rice-Oxley, Tom Chaplin, Richard Hughes, James Sanger)

CD singolo – parte 2 (Germania), download digitale
1. Try Again – 4:28
2. Everybody's Changing (Live) – 3:49
3. This Is the Last Time (Live) – 3:49 (Tim Rice-Oxley, Tom Chaplin, Richard Hughes, James Sanger)
4. A Bad Dream (Live) – 5:03

CD singolo – parte 3 (Germania), download digitale
1. Try Again – 4:28
2. Somewhere Only We Know (Live) – 4:24
3. The Frog Prince (Live) – 4:29
4. Try Again (Live) – 4:19

## Classifiche
| Classifica (2007) | Posizione massima |
| ----------------- | ----------------- |
| Germania          | 39                |
| Svizzera          | 83                |